# Tribal Chiefs Ventures Incorporated
Tribal Chiefs Ventures Incorporated est un conseil tribal comprenant cinq Premières Nations en Alberta au Canada. Il est basé à Edmonton.

## Composition
Tribal Chiefs Ventures Incorporated comprend cinq Premières Nations en Alberta.
| Première Nation (nom officiel) | Emplacement  |
| ------------------------------ | ------------ |
| Beaver Lake Cree Nation        | Lac La Biche |
| Cold Lake First Nations        | Cold Lake    |
| Frog Lake                      | Frog Lake    |
| Heart Lake                     | Lac La Biche |
| Kehewin Cree Nation            | Kehewin (en) |